# Беттендорф (Эмс)
Беттендорф (нем. Bettendorf) — община в Германии, в земле Рейнланд-Пфальц.
Входит в состав района Рейн-Лан. Подчиняется управлению Настеттен. Население составляет 343 человека (на 31 декабря 2010 года). Занимает площадь 3,24 км².